# Abdullahi
Abdullah ibn Sajjd Muhammad Chalifa (arab. ‏عبدالله بن سيد محمد خليفة‎; ur. 1846, zm. 24 listopada 1899) – następca Mahdiego, po jego śmierci był przywódcą powstania sudańskiego oraz ruchu teologicznego i politycznego zapoczątkowanego przez Mahdiego.

## Życiorys
Należał do najgorętszych zwolenników Mahdiego i wkrótce został jego najbliższym doradcą. W czasie powstania sudańskiego odegrał decydującą rolę w zwycięskim oblężeniu Chartumu. Po śmierci Mahdiego w 1885 roku stanął na czele państwa sudańskiego jako jego następca. Swoje zwycięstwo w walce o sukcesję po Mahdim Abdullahi zawdzięczał w znacznej mierze rozbudzeniu w swoich zwolennikach przekonania, że otrzymuje on bezpośrednio rozkazy od zmarłego Mahdiego. Podstawę jego władzy stanowiła jednak armia, zwłaszcza oddziały tzw. Czarnej Flagi stacjonujące w Omdurmanie – stolicy kraju. Po umocnieniu swojej pozycji Abdullahi podjął na nowo prowadzoną przez Mahdiego politykę ekspansji, W 1888 roku podjął jednocześnie zbrojne działania przeciwko Etiopii i Egiptowi. Atakując Egipt liczył na poparcie tamtejszej ludności i słaby opór wojsk egipskich. Jednak spotkało go rozczarowanie, gdyż pomocy Egiptowi udzieliła Wielka Brytania. W 1889 roku armia Abdullahiego poniosła klęskę w starciu z siłami egipsko-brytyjskimi. Sytuację Abdullahiego skomplikowała dodatkowo klęska głodu, jaka nawiedziła Sudan. Abdullahi zdołał jednak utrzymać się przy władzy i umocnić ją. 
W 1896 roku wojska egipskie i brytyjskie rozpoczęły operację podboju Sudanu. Mimo przewagi wroga wojska sudańskie przez blisko dwa lata stawiały zacięty opór. W 1898 roku zostały jednak rozgromione w bitwie pod Omdurmanem. Rok później Abdullahi podjął ostatnią próbę odwrócenia losów wojny, ale poniósł klęskę w bitwie pod Karari i poległ w boju. Państwo mahdystów legło w gruzach, a Sudan został poddany zwierzchności brytyjsko-egipskiej.